# Danu (indisk mytologi)
Danu var i den hinduiska, indiska mytologin moder till demonerna.